# كل عام وأنت بخير

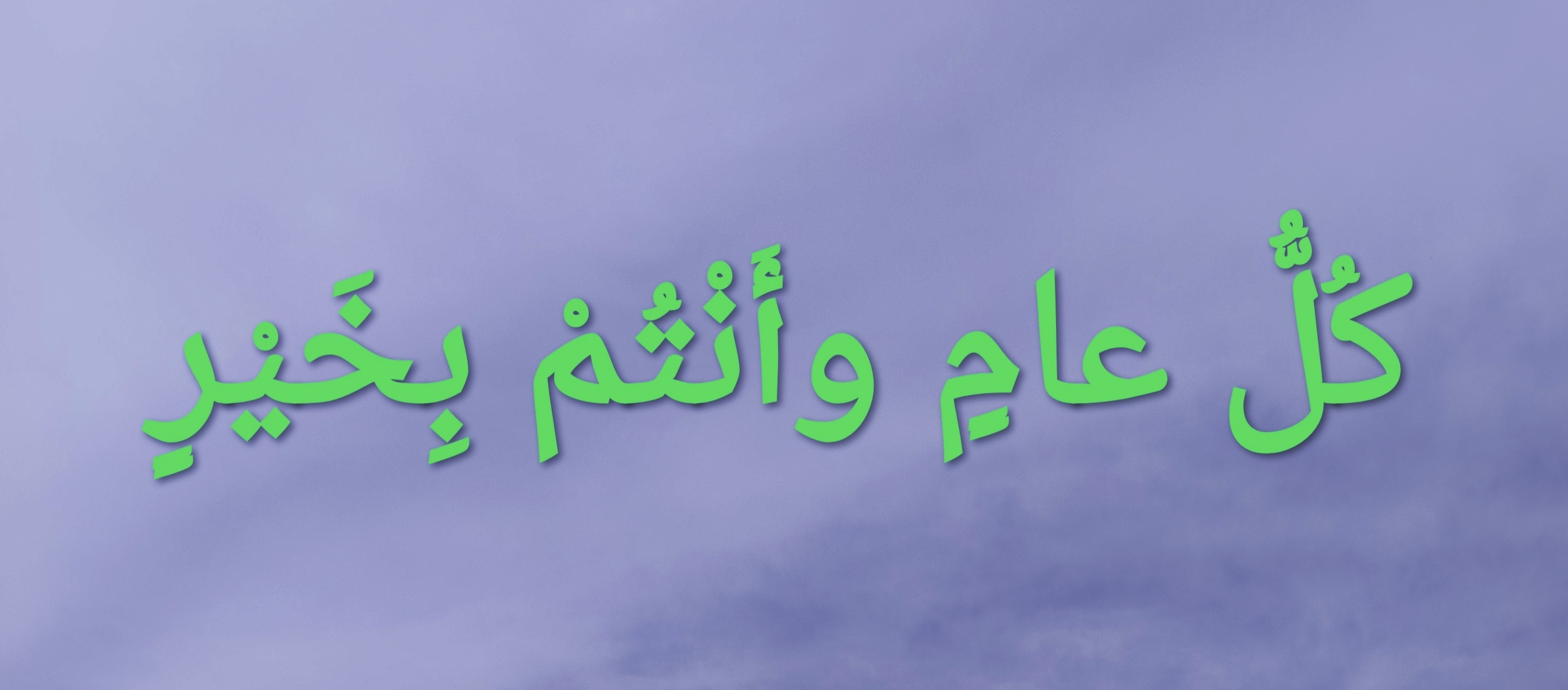
كل عام وأنتم بخير

كُلَّ عَامٍ أَنْتُمْ بِخَيِرٍ (أصَحُّ لغويًّا) أو كُلُّ عَامٍ وَأَنْتُمْ بِخَيْرِ أو  أَعَادَهُ ٱللهُ عَلَيَكُمْ بَٱلْفَرَحِ (بالإنجليزية: Many happy returns) عبارة تهنئة، تُردد في أعياد الميلاد، ورأسِ السنة، وعيدِ الميلاد في المسيحية، وأعيادِ المسلمين.

## لغةً
قال أحمد مختار عمر في «مُعجَم الصواب اللُّغَوي»: "المثال الأول [كُلَّ عَامٍ أَنْتُمْ بِخَيِرٍ: بفتح اللام، وحذف الواو] متفق على فصاحته، على أنْ تُنصبَ «كلّ» على الظرفيّة، والجملة بعدها: مبتدأٌ، وخَبَرُه. أما المثال الثاني [كُلُّ عَامٍ وَأَنْتُمْ بِخَيْرِ: بضم اللام، وإدخال الواو] فقد أجازه مجمع اللغة المصري على أن يكون «كلّ عام» مبتدأً حُذف خبرُه، والتقدير: كلّ عام مُقبلٌ وأنتم بخير، والواو حالية، والجملة بعدها حال"، وعلَّلَ ذلك بأن بعضَهم يُخَطِّئ المثال الثاني: «لأن الواو مقحمة بين المبتدأ والخبر».